# Relations entre le Burkina Faso et la France
Les relations entre le Burkina Faso et la France désignent les relations diplomatiques s'exerçant entre d'une part, le Burkina Faso, État républicain d'Afrique occidentale, et la République française de l'autre, État principalement européen.

## Histoire

### Période coloniale
Le Burkina Faso fait partie de la zone franc CFA depuis 1945, lorsqu'il est encore la colonie de Haute-Volta faisant partie du gouvernement général d'Afrique-Occidentale française de l'Empire colonial français. Le franc CFA est une zone monétaire bénéficiant d'une garantie du Trésor français. Le Burkina Faso n'a pas changé de monnaie depuis lors.

### République de Haute-Volta
La république de Haute-Volta obtient son indépendance de la France en 1958.
La Haute-Volta et la France sont membres de plein droit de l'Organisation internationale de la francophonie, depuis la création de celle-ci en 1970. Le Burkina Faso en demeure membre après le renversement de la république de Haute-Volta.
En 1975, la France crée l'établissement scolaire français Saint-Exupéry à Ouagadougou, d'abord en tant qu'école primaire, puis en tant que collège et puis en tant que lycée,.

### OpérationBarkhane
De 2014 à 2022, la coopération entre la France et le Burkina Faso est étroite en matière de défense et la France dispose d'un point d'appui à Ouagadougou, dans le cadre de l'opération Barkhane. 

### Depuis le double coup d'État de 2022
En 2022 et au début 2023, plusieurs manifestations ont lieu à Ouagadougou pour exiger le retrait de la France du Burkina Faso. Le pays héberge alors un contingent de près de 400 soldats des forces spéciales françaises. Le 23 janvier 2023, le Burkina Faso demande le départ des troupes françaises « d'ici un mois ». Le gouvernement du Burkina, arrivée au pouvoir par un coup d'État en septembre 2022, avait manifesté sa volonté de diversifier ses partenariats notamment en matière de lutte contre le djihadisme qui sévit dans ce pays depuis 2015.
En août 2023, Le Burkina Faso met fin à la convention fiscale de non double imposition avec la France.
En décembre 2023, quatre agents français de la Direction générale de la Sécurité extérieure (DGSE) sont arrêtés à Ouagadougou par la junte d'Ibrahim Traoré. Les autorités burkinabè les accusent d'espionnage, tandis que la France dénonce un prétexte masquant la collaboration entre l'Agence nationale de renseignement burkinabè et le renseignement militaire russe. D'après Jeune Afrique en janvier 2024, les négociations entre la France et le Burkina Faso en sont au point mort, malgré une médiation togolaise. Ce conflit a entraîné le limogeage du directeur de la DGSE Bernard Émié.